# نوط الشرطة للخدمة الممتازة
نوط الشرطة للخدمة الممتازة هو من الانواط العراقية التي منحت لضباط ومنتسبي الشرطة العراقية والجيش العراقي ممن قدموا خدمات ممتازة للمجتمع العراقي والدولة العراقية ولقد صدر هذا النوط عام 1953 في عهد الملك فيصل الثاني وتغير الشريط وكذلك النوط بعد ثورة 14 تموز 1958 وتغير مرة اخرى بعد مجيء حزب البعث للسلطة عام 1968